# 英國入侵冰島
第二次世界大战期间，英國发起“福克行动”（Operation Fork），進攻並佔領冰岛。这次军事行动由英國皇家海軍和英國皇家海軍陸戰隊执行。後來加拿大军队和美国军队接替英國控制冰島。
1940年4月9日，冰島的宗主國丹麦王国被纳粹德国占领。为阻止德国佔領冰島，英國在劝说冰岛政府加入盟军失败后，于1940年5月10日上午進攻冰島。7月，加拿大軍隊登陸冰島。一年之後，美軍開始駐守冰島。
1944年6月17日，冰岛共和国通过公投独立。